# Lijst van Nederlandse deelnemers aan de Olympische Winterspelen van 2010
Dit is een lijst van Nederlandse deelnemers aan de Olympische Winterspelen van 2010 in Vancouver.

## Gekwalificeerden
| Olympiër            | Sport       | Onderdeel                                     | Ervaring  |
| ------------------- | ----------- | --------------------------------------------- | --------- |
| Jan Blokhuijsen     | Schaatsen   | 5.000m, ploegenachtervolging                  | debutant  |
| Margot Boer         | Schaatsen   | 500m, 1.000m, 1.500m                          | debutant  |
| Jan Bos             | Schaatsen   | 500m, 1.000m                                  | 5e Spelen |
| Edwin van Calker    | Bobsleeën   | 2-mansbob                                     | debutant  |
| Annita van Doorn    | Shorttrack  | 500m, 1.000m, aflossing                       | debutant  |
| Annette Gerritsen   | Schaatsen   | 500m, 1.000m, 1.500m                          | 2e Spelen |
| Renate Groenewold   | Schaatsen   | 3.000m, ploegenachtervolging                  | 3e Spelen |
| Stefan Groothuis    | Schaatsen   | 1.000m, 1.500m                                | 2e Spelen |
| Sybren Jansma       | Bobsleeën   | 2-mansbob                                     | 2e spelen |
| Bob de Jong         | Schaatsen   | 5.000m, 10.000m                               | 4e Spelen |
| Esmé Kamphuis       | Bobsleeën   | 2-mansbob                                     | debutant  |
| Sanne van Kerkhof   | Shorttrack  | Aflossing                                     | debutant  |
| Niels Kerstholt     | Shorttrack  | 500m, 1.500m                                  | 2e spelen |
| Arjen van der Kieft | Schaatsen   | 10.000m                                       | debutant  |
| Sjinkie Knegt       | Shorttrack  | 500m, 1.000m, 1500m                           | debutant  |
| Sven Kramer         | Schaatsen   | 1.500m, 5.000m, 10.000m, ploegenachtervolging | 2e Spelen |
| Simon Kuipers       | Schaatsen   | 500m, 1.000m, 1.500m, ploegenachtervolging    | 2e Spelen |
| Liesbeth Mau Asam   | Shorttrack  | 500m, 1000m, aflossing                        | 2e spelen |
| Jorien ter Mors     | Shorttrack  | 500m, 1000m, aflossing                        | debutant  |
| Ronald Mulder       | Schaatsen   | 500m                                          | debutant  |
| Thijsje Oenema      | Schaatsen   | 500m                                          | debutant  |
| Laurine van Riessen | Schaatsen   | 500m, 1.000m, 1.500m                          | debutant  |
| Nicolien Sauerbreij | Snowboarden | Parallelreuzenslalom                          | 3e Spelen |
| Jan Smeekens        | Schaatsen   | 500m                                          | debutant  |
| Mark Tuitert        | Schaatsen   | 1.000m, 1.500m, ploegenachtervolging          | 2e Spelen |
| Diane Valkenburg    | Schaatsen   | 3.000m, ploegenachtervolging                  | debutant  |
| Tine Veenstra       | Bobsleeën   | 2-mansbob                                     | debutant  |
| Jorien Voorhuis     | Schaatsen   | 5.000m, ploegenachtervolging                  | debutant  |
| Maaike Vos          | Shorttrack  | aflossing                                     | debutant  |
| Elma de Vries       | Schaatsen   | 5.000m                                        | debutant  |
| Dolf van der Wal    | Snowboarden | Halfpipe                                      | debutant  |
| Ireen Wüst          | Schaatsen   | 1.000m, 1.500m, 3000m, ploegenachtervolging   | 2e Spelen |